# Jaroslav Křivý
Jaroslav Křivý (23 aprile 1936 – agosto 2020) è stato un cestista cecoslovacco.

## Carriera
Vinse la medaglia d'argento ai Campionati europei del 1959.

## Palmarès
- Campionato cecoslovacco: 2

Slavia VŠ Praga: 1964-65, 1965-66
- Coppa delle Coppe: 1

Slavia VŠ Praga: 1968-69